# Râul Ardeleana
Râul Ardeleana este un curs de apă din județul Maramureș, fiind unul din cele două brațe care formează Râul Ilba. 